# 셰필드 대학교
셰필드 대학교(영어: University of Sheffield)는 잉글랜드 사우스요크셔주 셰필드에 위치한 명문 종합 연구 대학교이다. TUOS라는 약칭으로 불리기도 한다.
케임브리지 대학교 (University of Cambridge), 옥스포드 대학교 (University of Oxford), 에딘버러 대학교 (University of Edinburgh) 등 영국을 대표하는 명문 학교들이 포함되어있는 러셀 그룹에 속해있으며, 1905년 개교한 이후 6명의 노벨상 수상자를 배출하였다. 셰필드 대학교는 2009년 ‘세계 대학랭킹 연구(Global University Ranking Study)’에서 세계 40위에 올랐다. 또 2018년 QS 세계 대학 랭킹은 셰필드 대학교를 세계 75위, 영국 내 13위로 평가하였다.

## 역사
셰필드 대학교는 1905년 셰필드 의과대학(Sheffield School of Medicine), 퍼스 대학(Firth College), 셰필드 기술대학(Sheffield Technical School)이 합병하면서 설립되었다. 대학교는 자연과학부, 공학부, 문리학부, 의학·치의학·보건학부, 사회과학부, 국제학부 총 6개 학부로 구성되어 있다. 도서관, 터너 유리 박물관(Turner Museum of Glass), 웨스턴 파크 박물관(Weston Park Museum), 해럴드 캔터 미술관(Harold Cantor Gallery) 등의 부속 시설을 운영한다.

## 구성

### 학부 및 학과
셰필드 대학교는 5개의 학부(Faculty)와 그리스 테살로니키의 분교로 구성되어있다.

#### 셰필드 건축학교
1908년 문을 연 셰필드 건축학교(SSoA; Sheffield School of Architecture)는 영국에서 가장 오래된 건축학교 가운데 하나로 손꼽힌다. 본래 퍼스 코트(Firth Court)에 있었으나 1965년 아츠 타워(Arts Tower)로 이전하였다. 영국 왕립 건축가 협회가 공인한 교육과정을 제공한다. 2019년 가디언 대학 평가에서 건축 부문 영국 1위를 기록하였다.

#### 셰필드 대학교 경영대학
1986년에 설립된 셰필드 경영대학(Sheffield University Management School)은 AMBA, AACSB 및 EQUIS 공인 비즈니스 스쿨이다. 트리플 인증을 받은 세계 60개 비즈니스 스쿨 가운데 한 곳이다. 2013년, 셰필드 대학교 캠퍼스와 브룸힐에 가까운 시설로 이전하였다.

#### 셰필드 의과대학
셰필드 의과대학(Sheffield Medical School)은 1828년 설립 이후 1879년 합병되기까지 독립적으로 운영되었다. 셰필드 의과대학은 GMC(General Medical Council)가 영국에서 의학 학위를 수여하는 32개의 기관 중 하나이다. GMC는 영국에서 의료 교육과 의학을 실습하기 위한 의사 등록을 담당하는 기관이다.

## 동문

### 저명한 동문
영국 최초의 우주인 헬렌 샤먼, 문학가 리 차일드, 영국의 前 교육장관 데이비드 블런케트, 여성 비행사 에이미 존슨, 올림픽 금메달리스트 제시카 에니스 등이 있다.
1966년, 왕대비 엘리자베스 보우스라이언에게 명예 음악박사 학위를 수여하였다.

#### 노벨상 수상자 명단
- 1945년, 생리학·의학, (공동 수상) Howard Florey, 페니실린 연구
- 1953년, 생리학·의학, Hans Adolf Krebs, "for the discovery of the citric acid cycle in cellular respiration"

- 1967년, 화학 (공동 수상), George Porter, "for their work on extremely fast chemical reactions"
- 1993년, 생리학·의학 (공동 수상), Richard J. Roberts, "for the discovery that genes in eukaryotes are not contiguous strings but contain introns, and that the splicing of messenger RNA to delete those introns can occur in different ways, yielding different proteins from the same DNA sequence"
- 1996년, 화학 (공동 수상), Sir Harry Kroto, "for their discovery of fullerenes"
- 2016년, 화학 (공동 수상), Sir James Fraser Stoddart, "for the design and synthesis of molecular machines"

## 같이 보기
- 셰필드 할람 대학교